# Les Roches-l'Évêque
Les Roches-l'Évêque é uma comuna francesa na região administrativa do Centro, no departamento Loir-et-Cher. Estende-se por uma área de 2,4 km². Em 2010 a comuna tinha 274 habitantes (densidade: 114,2 hab./km²).